# Ulcinj
Ulcinj (chữ Kirin Montenegro: Улцињ, phát âm [ǔlt͡siɲ]; tiếng Albania: Ulqini) là một thị trấn tại bờ biển phía nam Montenegro và là thủ phủ của Khu tự quản Ulcinj. Dân số vùng đô thị là 10.707 (2011), đa phần là người Albania.
Đây là một trong những điểm dân cư xưa nhất trên bờ biển Adriatic, được thành lập vào thể kỷ 5 TCN. Nó được người La Mã chinh phục năm 163 TCN từ tay người Illyria. Với sự phân chia của đế quốc La Mã, nó trở thành một phần của đế quốc Đông La Mã. Trong thời kỳ Trung Cổ, thị trấn nằm dưới quyền kiểm soát của người Nam Slav trong một vài thể kỷ. Năm 1405, nó trở thành một phần của Cộng hòa Venice và năm 1571, rơi vào tay đế quốc Ottoman. Ulcinj được nhượng lại cho công quốc Montenegro năm 1880.
Ulcinj là một địa điểm thu hút du khách, với bãi biển dài, hồ Šas, đảo Ada Bojana và lâu đài Ulcinj hai nghìn năm tuổi. Ulcinj cũng là trung tâm của cộng đồng người Albania tại Montenegro.

## Tên
Nhà lịch sử Titus Livius (59 TCN– 17), và Gaius Plinius Secundus (23–79), nhắc đến nó dưới tên Olcinium và tên cổ Colchinium - "thành lập bởi [người định cư từ] Colchis" (Olchinium quod antea Colchinium dictum est a Colchis conditum). Claudius Ptolemaeus (100–178) gọi thị trấn là Oulkinion (Ουλκίνιον). Cái tên Oulkinion, sau đó sẽ trở thành Ulcinj trong ngôn ngữ Slav, tiếng Ý: Dulcigno (phát âm [dulˈtʃiɲɲo]) và tiếng Thổ Nhĩ Kỳ: Ülgün.

## Lịch sử

### Thời cổ

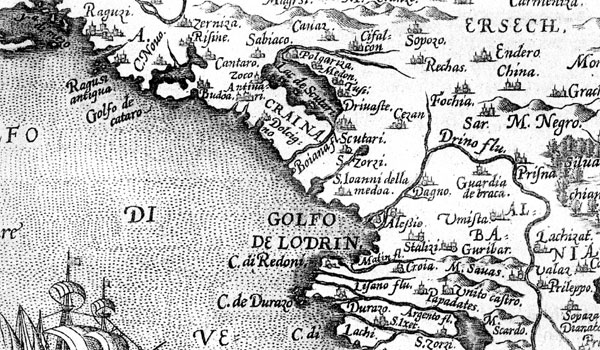
Ulcinj trong một bản đồ cổ.

Ulcinj là một cảng biển cổ. Vùng quanh Ulcinj đã có người sinh sống từ thời kỳ đồ đồng, dựa trên những ngôi mộ người Illyria (tumuli) được tìm thấy tại làng Zogaj lân cận Ulcinj. Người ta tin rằng thị trấn được thành lập vào thể kỷ thứ 5 bởi những người đến từ Colchis, điều này cũng được nhắc đến trong một bài thơ thể kỷ 3 của Apollonius xứ Rhodes.
Thời tiền Trung Cổ, Ulcinj được biết đến như một trong số các "thủ phủ hải tặc" biển Adriatic.

### Thời kỳ La Mã
Năm 163 TCN, người La Mã chiếm được Colchinium và đặt lại tên là Olcinium. Dưới sự cai trị của La Mã, nơi này được xem là một oppidum civium Romanorum (nơi định cư của công dân La Mã), và sau đó là municipium (thị trấn tự trị).
Sau sự phân chia của Đế quốc La Mã, Ulcinj trở thành một phần của tỉnh Prevalis và người dân tại đây cải sang Kitô giáo. Có lẽ từ trước thời Trung Cổ, nó đã là một trung tâm mua bán và hải cảng, và đồng thời vẫn giữ tình trạng tự trị.

## Dân số

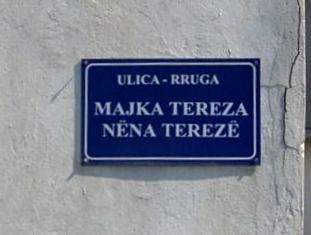
Bilingual sign in Ulcinj.

Ulcinj là trung tâm hành chính của khu tự quản Ulcinj. Thị trấn Ulcinj có dân số 10.707. Khu tự quản Ulcinj là trung tâm của cộng đồng người Albania tại Montenegro. Đây là khu tự quản duy nhất của Montenegro với người Albanians chiếm phần đông (60%).
| Dân số | theo giới tính |
| ------ | -------------- |
| Nữ     | 9,983(50,11%)  |
| Nam    | 9,938(49,89%)  |

| Dân số | theo giới tính |
| ------ | -------------- |
| Nữ     | 5,441(50,82%)  |
| Nam    | 5,266(49,18%)  |

### Dân tộc, ngôn ngữ mẹ đẻ và tôn giáo
Nhóm dân tộc lớn tại Ulcinj là người Albania. Ngôn ngữ phổ biến nhất là tiếng Albania.
Dân số theo dân tộc (thống kê 2011):
| \| Dân số khu tự quản Ulcinj theo dân tộc \| Dân số khu tự quản Ulcinj theo dân tộc \| Dân số khu tự quản Ulcinj theo dân tộc \| Dân số khu tự quản Ulcinj theo dân tộc \| Dân số khu tự quản Ulcinj theo dân tộc \| \| -------------------------------------- \| -------------------------------------- \| -------------------------------------- \| -------------------------------------- \| -------------------------------------- \| \| \| \| \| \| \| \| Người Albania \| Người Albania \| \| 60% \| 60% \| \| Người Montenegro \| Người Montenegro \| \| 12.44% \| 12.44% \| \| Người Bosnia \| Người Bosnia \| \| 6.12% \| 6.12% \| \| Người Serb \| Người Serb \| \| 5.75% \| 5.75% \| \| Người Roma/Ai Cập \| Người Roma/Ai Cập \| \| 1.17% \| 1.17% \| \| khác \| khác \| \| 3.86% \| 3.86% \| |                   |  |        |        |
| Dân số khu tự quản Ulcinj theo dân tộc |                   |  |        |        |
| |                   |  |        |        |
| Người Albania | Người Albania     |  | 60%    | 60%    |
| Người Montenegro | Người Montenegro  |  | 12.44% | 12.44% |
| Người Bosnia | Người Bosnia      |  | 6.12%  | 6.12%  |
| Người Serb | Người Serb        |  | 5.75%  | 5.75%  |
| Người Roma/Ai Cập | Người Roma/Ai Cập |  | 1.17%  | 1.17%  |
| khác | khác              |  | 3.86%  | 3.86%  |

| \| Dân số thị trấn Ulcinj theo dân tộc \| Dân số thị trấn Ulcinj theo dân tộc \| Dân số thị trấn Ulcinj theo dân tộc \| Dân số thị trấn Ulcinj theo dân tộc \| Dân số thị trấn Ulcinj theo dân tộc \| \| ----------------------------------- \| ----------------------------------- \| ----------------------------------- \| ----------------------------------- \| ----------------------------------- \| \| \| \| \| \| \| \| Người Albania \| Người Albania \| \| 60.89% \| 60.89% \| \| Người Montenegro \| Người Montenegro \| \| 17.07% \| 17.07% \| \| Người Serb \| Người Serb \| \| 8.54% \| 8.54% \| \| Người Bosnia \| Người Bosnia \| \| 7.30% \| 7.30% \| \| Người Roma/Ai Cập \| Người Roma/Ai Cập \| \| 2.12% \| 2.12% \| \| khác \| khác \| \| 4.08% \| 4.08% \| |                   |  |        |        |
| Dân số thị trấn Ulcinj theo dân tộc |                   |  |        |        |
| |                   |  |        |        |
| Người Albania | Người Albania     |  | 60.89% | 60.89% |
| Người Montenegro | Người Montenegro  |  | 17.07% | 17.07% |
| Người Serb | Người Serb        |  | 8.54%  | 8.54%  |
| Người Bosnia | Người Bosnia      |  | 7.30%  | 7.30%  |
| Người Roma/Ai Cập | Người Roma/Ai Cập |  | 2.12%  | 2.12%  |
| khác | khác              |  | 4.08%  | 4.08%  |

Dân số theo tiếng mẹ đẻ (thống kê 2011):
| \| Dân số khu tự quản Ulcinj theo tiếng mẹ đẻ \| Dân số khu tự quản Ulcinj theo tiếng mẹ đẻ \| Dân số khu tự quản Ulcinj theo tiếng mẹ đẻ \| Dân số khu tự quản Ulcinj theo tiếng mẹ đẻ \| Dân số khu tự quản Ulcinj theo tiếng mẹ đẻ \| \| ------------------------------------------ \| ------------------------------------------ \| ------------------------------------------ \| ------------------------------------------ \| ------------------------------------------ \| \| \| \| \| \| \| \| Tiếng Albania \| Tiếng Albania \| \| 72.04% \| 72.04% \| \| Tiếng Serbia \| Tiếng Serbia \| \| 11.97% \| 11.97% \| \| Tiếng Montenegro \| Tiếng Montenegro \| \| 10.73% \| 10.73% \| \| Tiếng Bosnia \| Tiếng Bosnia \| \| 1.04% \| 1.04% \| \| khác \| khác \| \| 4.22% \| 4.22% \| |                  |  |        |        |
| Dân số khu tự quản Ulcinj theo tiếng mẹ đẻ |                  |  |        |        |
| |                  |  |        |        |
| Tiếng Albania | Tiếng Albania    |  | 72.04% | 72.04% |
| Tiếng Serbia | Tiếng Serbia     |  | 11.97% | 11.97% |
| Tiếng Montenegro | Tiếng Montenegro |  | 10.73% | 10.73% |
| Tiếng Bosnia | Tiếng Bosnia     |  | 1.04%  | 1.04%  |
| khác | khác             |  | 4.22%  | 4.22%  |

| \| Dân số thị trấn Ulcinj theo tiếng mẹ đẻ \| Dân số thị trấn Ulcinj theo tiếng mẹ đẻ \| Dân số thị trấn Ulcinj theo tiếng mẹ đẻ \| Dân số thị trấn Ulcinj theo tiếng mẹ đẻ \| Dân số thị trấn Ulcinj theo tiếng mẹ đẻ \| \| --------------------------------------- \| --------------------------------------- \| --------------------------------------- \| --------------------------------------- \| --------------------------------------- \| \| \| \| \| \| \| \| Tiếng Albania \| Tiếng Albania \| \| 62.29% \| 62.29% \| \| Tiếng Serbia \| Tiếng Serbia \| \| 18.18% \| 18.18% \| \| Tiếng Montenegro \| Tiếng Montenegro \| \| 13.73% \| 13.73% \| \| Tiếng Bosnia \| Tiếng Bosnia \| \| 1.19% \| 1.19% \| \| khác \| khác \| \| 4.61% \| 4.61% \| |                  |  |        |        |
| Dân số thị trấn Ulcinj theo tiếng mẹ đẻ |                  |  |        |        |
| |                  |  |        |        |
| Tiếng Albania | Tiếng Albania    |  | 62.29% | 62.29% |
| Tiếng Serbia | Tiếng Serbia     |  | 18.18% | 18.18% |
| Tiếng Montenegro | Tiếng Montenegro |  | 13.73% | 13.73% |
| Tiếng Bosnia | Tiếng Bosnia     |  | 1.19%  | 1.19%  |
| khác | khác             |  | 4.61%  | 4.61%  |

Dân số theo tôn giáo (thống kê 2011):
| \| Dân số khu tự quản Ulcinj theo tôn giáo \| Dân số khu tự quản Ulcinj theo tôn giáo \| Dân số khu tự quản Ulcinj theo tôn giáo \| Dân số khu tự quản Ulcinj theo tôn giáo \| Dân số khu tự quản Ulcinj theo tôn giáo \| \| --------------------------------------- \| --------------------------------------- \| --------------------------------------- \| --------------------------------------- \| --------------------------------------- \| \| \| \| \| \| \| \| Hồi giáo \| Hồi giáo \| \| 71.82% \| 71.82% \| \| Chính thống giáo \| Chính thống giáo \| \| 14.88% \| 14.88% \| \| Công giáo \| Công giáo \| \| 11.02% \| 11.02% \| \| khác \| khác \| \| 2.28% \| 2.28% \| |                  |  |        |        |
| Dân số khu tự quản Ulcinj theo tôn giáo |                  |  |        |        |
| |                  |  |        |        |
| Hồi giáo | Hồi giáo         |  | 71.82% | 71.82% |
| Chính thống giáo | Chính thống giáo |  | 14.88% | 14.88% |
| Công giáo | Công giáo        |  | 11.02% | 11.02% |
| khác | khác             |  | 2.28%  | 2.28%  |

| \| Dân số thị trấn Ulcinj theo tôn giáo \| Dân số thị trấn Ulcinj theo tôn giáo \| Dân số thị trấn Ulcinj theo tôn giáo \| Dân số thị trấn Ulcinj theo tôn giáo \| Dân số thị trấn Ulcinj theo tôn giáo \| \| ------------------------------------ \| ------------------------------------ \| ------------------------------------ \| ------------------------------------ \| ------------------------------------ \| \| \| \| \| \| \| \| Hồi giáo \| Hồi giáo \| \| 68.15% \| 68.15% \| \| Chính thống giáo \| Chính thống giáo \| \| 22.65% \| 22.65% \| \| Công giáo \| Công giáo \| \| 6.45% \| 6.45% \| \| khác \| khác \| \| 2.75% \| 2.75% \| |                  |  |        |        |
| Dân số thị trấn Ulcinj theo tôn giáo |                  |  |        |        |
| |                  |  |        |        |
| Hồi giáo | Hồi giáo         |  | 68.15% | 68.15% |
| Chính thống giáo | Chính thống giáo |  | 22.65% | 22.65% |
| Công giáo | Công giáo        |  | 6.45%  | 6.45%  |
| khác | khác             |  | 2.75%  | 2.75%  |